# Owe Ander
Owe Ander, född 1956, svensk musikforskare verksam vid Stockholms universitet och Stockholms musikpedagogiska institut. Disputerade vid Stockholms universitet 2000 med en avhandling om instrumentering och kompositionstekniker i symfonier av svenska 1800-talskompositörer. Ander har givit ut editioner av äldre svensk musik i serierna Franz Berwald Sämtliche Werke (Bärenreiter Verlag) samt Monumenta Musicae Suecicae och har tillsammans med Mattias Lundberg på uppdrag av Kungliga Musikaliska Akademien ansvarat för en riksinventering av äldre musikkällor i Sverige.